# Дарджилинг
Дарджилинг (на непалски: दार्जीलिङ्ग; на бенгалски: দার্জিলিং) е град в Североизточна Индия, щат Западен Бенгал. Разположен е на южния склон на Хималаите, на 2134 m надморска височина. Населението му е около 108 000 души (2001).
Дарджилинг е основан през 1835, когато Британската източноиндийска компания наема местността от владетелите на Сиким с намерението да създаде санаториум за свои войници. През 1849 градът е анексиран и включен в състава на Британска Индия. През следващите години той се превръща в туристически център. Много британци, пребиваващи в Индия, както и заможни индийци, прекарват лятото в Дарджилинг, възползвайки се от по-хладния климат.
Първите опити за отглеждане на чай в района на Дарджилинг са от 1841. През втората половина на 19 век чаените плантации се разрастват и местният чай придобива международна известност. Създадените хибриди черен чай и разработените в Дарджилинг ферментационни техники водят до създаването на някои от най-ценените разновидности чай в света.
Развитието на града през 19 век и началото на 20 век води до значителен приток на преселници, главно от непалски произход, като днес мнозинството от жителите на града говорят непалски. През 80-те години на 20 век Дарджилинг и близкият Калимпонг са основните центрове на движението за създаване на отделен непалскоезичен щат Гуркаланд. То предизвиква етнически сблъсъци, довели до намесата на армията. За да намали напрежението, индийското правителство предоставя известна автономия на областта.
Дарджилингската хималайска железница, която свързва града с равнините на юг, е обявена от ЮНЕСКО за Обект на световното наследство и е една от малкото действащи парни железници в Индия.

## Личности
Родени в Дарджилинг
- Франк Томпсън (1920 – 1944), британски офицер

Починали в Дарджилинг
- Тенсинг Норгей (1914 – 1986), непалски алпинист

Други личности, свързани с Дарджилинг
- Шри Ауробиндо започва образованието си в града до 1879 г. след което е преместен в Манчестър, Англия
- Майка Тереза (1910 – 1997), монахиня, живее в града през 1929 – 1931